# Maison Ikkoku
Maison Ikkoku (めぞん一刻 Mezon Ikkoku?) es un manga de Rumiko Takahashi. Se trata de una comedia romántica costumbrista que narra la relación entre un estudiante universitario, Yusaku Godai, y su casera Kyoko Otonashi, viuda a temprana edad.
Maison Ikkoku fue publicado entre 1980 y 1987 por la editorial Shōgakukan en la revista Big Comic Spirits. Debido a su éxito se adaptó para la televisión en 1986 por Studio DEEN en un anime que contó con 96 episodios, un OVA y una película de 1988 conocida como Maison Ikkoku, la película, y también como M.I.: el desenlace, o M.I.: capítulo final.
En 1986, se llevó a cabo una película de acción real conocida como Apartment Fantasy - Maison Ikkoku. Con motivo de su 20.º aniversario se produjo una nueva adaptación en imagen real para televisión, que se emitió el 12 de mayo de 2007.
En España el manga fue editado a principios de los años 1990 por Planeta DeAgostini en formato comic-book, pero no tuvo éxito a pesar de que la serie animada fue emitida parcialmente por Antena 3 bajo el título francófono Juliette je t'aime, para lo cual se empleó un doblaje grabado en el estudio VDI Point.360 de Los Ángeles, debido a la huelga de los actores de doblaje que afectaba al país.
Con el posterior crecimiento de la afición al manga, en España se comenzó a editar por un grupo de aficionados, llamados las TAMI (Tropas de Asalto de Maison ikkoku). La fan edición fue un éxito y, finalmente, en el año 2005 la editorial Glénat se decidió a publicarlo de modo oficial en formato Big Manga (serie completa en 10 volúmenes).
Su versión en DVD ha sido editada por Jonu Media en diez volúmenes con 20 discos que incluyen un nuevo doblaje.

## Personajes
(información basada en el anime)

### Habitantes de la Maison Ikkoku
- Yusaku Godai (habitación n.º 5). Es el protagonista de la serie. Es un joven atolondrado que no consigue nada en la vida y se propone el objetivo de conquistar a Kyoko, la encargada de la casa. Tras muchos problemas con los estudios y el trabajo, finalmente consigue hacerse puericultor, debido al carácter suave y un tanto infantil que tiene, aunque continúa con una vida de mala suerte (se presta mucho dinero de su abuela para casarse debido a su nulo sentido del ahorro), pero que logra sobrellevar en su nueva vida de casado.
- Kyoko Otonashi (que vive en la habitación de la encargada, sin numerar). Es el personaje femenino principal de la serie. Es la gerente encargada del Ikkoku. Su relación con los personajes de la casa es extraña pero al final acaba dependiendo de ellos tanto como ellos de Kyoko. Es una mujer joven recién enviudada que todavía no encuentra su sitio en el mundo y que se va a acercando poco a poco a Yusaku a pesar de todo. Aunque al principio parece ser una joven dulce, dócil y tranquila, a medida que avanza la serie (y sobre todo, que comienza a interactuar con Godai) va demostrando tener un carácter sumamente volátil y temperamental. Tiene un trauma con el recuerdo de su anterior marido (Soichiro) al cual no puede olvidar.
- Hanae Ichinose (habitación n.º 1): la Sra. Ichinose sería la típica ama de casa si no fuera porque le encanta chismorrear, beber y cantar y bailar a diario con sus vecinos. Está casada con el ausente Sr. Ichinose y tiene un hijo pequeño llamado Kentaro.
- Yotsuya (habitación n.º 4): Es el inquilino más raro y misterioso de todos. Le encanta chinchar al pobre Godai mofándose de él con su humor tan particular, gorroneándole la comida, poniéndole en aprietos con las informaciones que conoce gracias a su continuo espionaje del estudiante. Cada noche, junto con Akemi y la señora Ichinose, se apoderan de la habitación de Godai para beber y cantar hasta altas horas de la madrugada. Nadie sabe en qué trabaja ni si tiene o ha tenido pareja. Lo único cierto es que a veces su actitud roza discretamente el límite de lo pervertido.
- Akemi Roppongi (habitación n.º 6): Es una chica liberal, o de moral dispersa, a la que no le importa pasear semidesnuda por la pensión y casi siempre está bebiendo. También le encanta molestar a Godai. Trabaja en el Snack "Chachamaru" como camarera. Al final se termina casando con su jefe.
- Sr. Ichinose (habitación n.º 1), el marido de la Sra. Ichinose, aparece sólo en algunos capítulos cuando se sabe que ha sido despedido y está buscando trabajo.
- Kentaro Ichinose (habitación n.º 1), aparece bastante al principio de la obra pero luego su personaje se va diluyendo. Parece que siente algo por la sobrina de Kyoko, Ikuko.
- Nikaido Nozomu (habitación n.º 2), aparece para ocupar una habitación en el Ikkoku porque su madre se equivoca y lo manda allí en vez de a un edificio más moderno. Decide quedarse allí y tiene una serie de peleas personales con Yotsuya. Al final se convierte en un personaje de fondo y su principal característica es que no se entera de nada. Nikaido es un personaje secundario en el manga pero no fue considerado en la adaptación de anime.
- Soichiro: es el perro de Kyoko, cuyo nombre recuerda al difunto marido de ésta.

### Los personajes de los triángulos amorosos
- Yusaku Godai y Kyoko Otonashi.
- Soichiro Otonashi, el difunto marido de Kyoko. Murió a los pocos meses de casarse con Kyoko y ella lo tiene idealizado, lo que al menos al principio es un obstáculo para cualquier pretendiente de la joven viuda.
- Shun Mitaka, el entrenador de tenis de Kyoko y la Sra. Ichinose. Quiere comprometerse con Kyoko, pero tiene el problema de que le tiene auténtico aborrecimiento a los perros, con lo que no puede aguantar a Soichiro, lo que es un obstáculo para llegar a ella. A lo largo de la serie, es el principal rival de Godai en el triángulo amoroso.
- Kozue Nanao, una compañera de Godai, de quien está enamorada. A lo largo de la serie ella y Godai mantienen una relación casual, aunque éste no devuelve sus afecciones, sin tampoco negarse por completo, haciéndole alguien indeciso. Estas reuniones también causan celos de Kyoko.
- Ibuki Yagami, la decidida alumna de Godai. Intenta hacer todo lo posible por conquistar a Yusaku desde que éste se presentó como profesor sustituto en su escuela.
- Asuna Kujo, la adinerada pretendiente de Mitaka. Es una muchacha muy tímida y reservada que cree falsamente que Mitaka está por ella, aunque éste nunca logra rechazarla por completo por diversos inconvenientes.

### Familiares
- Padre de Soichiro. Es el dueño de la Maison Ikkoku.
- Ikuko Otonashi. Es la sobrina política de Kyoko.
- Yukari Godai. Es la vitalista abuela de Godai, trata de ayudar a Godai en su relación con Kyoko y sobre todo en su disputa por el amor de esta con Mitaka.
- Padres de Godai. Regentan un restaurante en el pueblo de Yusaku.
- Sr. Chigusa y Sra. Chigusa (Ritsuko, de nombre). Son los padres de Kyoko Chigusa, apellidada Otonashi tras casarse con Soichiro. Hacen todo lo posible para que su hija vuelva a casa, incluso quitarle todas sus cosas para que no pueda volver a la Maison Ikkoku, pero en vano. Al final aceptan la relación entre Kyoko y Yusaku.
- Padres de Kozue Nanao.
- Padres de Ibuki Yagami.
- Tío de Shun Mitaka. Empecinado con casar a su sobrino con Asuna Kujo.
- Padres de Shun Mitaka. Siempre se están riendo y son de lo más despreocupados.
- Padres de Asuna Kujo.
- Haruka Godai, hija de Yusaku y Kyoko, aparece en el último episodio.

### Otros personajes
- Sakamoto, el compañero de estudios de Godai. No tiene éxito con las chicas, se escapa todo el tiempo del trabajo y ayuda a Godai cuando puede.
- Master, dueño del bar Chachamaru. Está enamorado de Akemi, aunque no se atreve a decírselo, se divorcia al final de la historia de la mujer con la que convive y empieza a salir con Akemi.
- Saotome, el gigante bonachón del club de marionetas de la universidad.
- Sayoko Kuroki, la exigente organizadora del club de marionetas, termina casándose con el jefe del club de marionetas.
- Toshizo, un vecino mayor del barrio de la Maison Ikkoku y también uno de los clientes habituales del Chachamaru.
- Iioka, el encargado del Cabaret que ayuda y aconseja a Yusaku en más de una ocasión.
- Kasumi, la "conejita" del Cabaret que "abandona" a sus 2 hijos (Taro y Hanako) en manos de Godai.

## Capítulos
El anime cuenta con 96 capítulos divididos en 4 temporadas. En el enlace se enumeran los títulos en español de toda la serie según la traducción de la edición en DVD de Jonu Media.